# Hornsburg
Hornsburg ist eine Katastralgemeinde und eine Ortschaft in der niederösterreichischen Gemeinde Kreuttal.
Der Ort befindet sich zwischen Großrußbach und Unterolberndorf. Zur Katastralgemeinde gehört auch die Häusergruppe Ritzendorf.

## Geschichte
Im Wald südlich des Ortes liegen die befestigte Siedlung Türkenschanze und zwei Kreisgrabenanlagen. Es wird vermutet, dass die Erbauer der Kreisgrabenanlagen um 4850 v. Chr. hier wohnten. Es waren Rinderbauern der Theiß-Kultur, die aus dem ungarisch-rumänischen Grenzgebiet eingewandert waren. Aber auch keltische Scherben wurden gefunden.
Laut Adressbuch von Österreich waren im Jahr 1938 in der Ortsgemeinde Hornsburg zwei Gastwirte, ein Gemischtwarenhändler, eine Milchgenossenschaft und ein Schmied ansässig.

## Söhne und Töchter der Stadt
- Koloman Kaiser (1854–1915), Lehrer und Heimatdichter